# ブルーダニューブ (核爆弾)
ブルーダニューブ（Blue Danube、「美しく青きドナウ」の意）はイギリスの最初の実用核兵器（核爆弾）である。
完成に至るまでの間、軍のこの要求仕様への言及に際しては「スモールボーイ」、「アトムボムMk.1」、「スペシャルボム」、「OR.1001」などのさまざまな名前が用いられた。イギリス空軍の3Vボマー爆撃部隊は当初、水爆が完成するまでの間、このブルーダニューブを主力兵器として使うことになっていた。当時、イギリスの軍戦略立案者は、核戦争はヒロシマ型原爆と同等の威力の原子爆弾を使って遂行可能であり、また勝利することもできると考えていた。その理由から、必要な備蓄は、およそ10ないし12キロトンの威力の爆弾800発とされた。3Vボマーの爆弾倉はブルーダニューブを運べる大きさに設定された。それは計画が実施された1947年当時の技術で実現可能な最も小型の核爆弾であった。

## 概要
ブルーダニューブの弾頭は1952年のハリケーン作戦で実験されたイギリス最初の核分裂装置（武器としては設計されておらず、また採用もされなかった）に関する研究に基づいている。実用のブルーダニューブ弾頭については、1956年後半にオーストラリアのマラリンガで行われた「マークー（Marcoo）」実験（地表）と「カイト（Kite）」実験（投下）で確認がなされた。
ブルーダニューブは想定された投下高度である50,000フィート（約15,000 m）からの弾道を安定させるため、既存の「ハリケーン」の容器に弾道飛行に適した形態の弾体と、投下後に展張する4枚のヒレを追加したものである。当初はプルトニウムのコアを使うことになっていたが、実用型はすべてプルトニウムとウラン235の合金のコアを使うように変更され、また、ウランのみのコアを使用するバージョンもテストされた。軍首脳は、2つの理由から、10ないし12キロトンの威力とすることを主張した。理由の第1は、供給が少なく高価な核分裂物質の使用を最小限にとどめるため、第2は、早期核爆発の危険性を最小にするためであった。早期核爆発は当時ほとんど解明されていなかった現象で、プルトニウムとウラン235の合金のシェルとコアを使うのも同じ理由からだった。より高い、たとえば40キロトンなどの威力を達成する試みがいろいろなされたが、核物質の不足からいずれも実現しておらず、本格的な何らかの検討が行われたという証拠もない。
最初のブルーダニューブは、1953年11月、まだそれを搭載できる航空機が存在しなかったためイギリス空軍のウィタリング基地に備蓄された。翌1954年4月、ビッカース ヴァリアント爆撃機を装備する第1321飛行小隊がウィタリング基地に編成され、核兵器ブルーダニューブは実戦配備についた。機密扱いを解かれた資料によれば、小型でより有効な核爆弾レッドベアードの生産にシフトする1958年までに、ブルーダニューブは全部で58発生産された。レッドベアードはブルーダニューブの核分裂コアに適合している上に、ずっと小型の航空機に搭載することが可能だった。58発のブルーダニューブのすべてが使用可能であった時期があるとは考えづらい。ブルーダニューブは1962年に引退した。
ブルーダニューブの大きな問題点のひとつとして、爆発回路とレーダー高度計にパワーを供給するための鉛蓄電池の信頼性の低さがあった。後継の核兵器はより信頼性の高いラムエア・タービン発電機または熱電池を使用した。ブルーダニューブは、厳しい条件での使用に耐える準備の整った兵器として設計されたものではなかった。それはまさしく巨大なスケールの科学的実験にすぎず、実用に供するには再設計される必要があり、その結果がレッドベアードであった。似たようなことは最初のアメリカの原子爆弾であるファットマンについても言える。ファットマンもまた、第二次世界大戦後、速やかに再設計が行われた。
ブルーダニューブの部品は、イギリス、カンブリア州のセラフィールド・ビジター・センターで一般に公開されている。

## 参考資料
- Moore. R; A Glossary of Nuclear Weapons. pub: Prospero, Journal of the British Rocketry Oral History Project (BROHP) Spring 2004.
- University of Southampton, Mountbatten Centre for International Studies at website
- https://web.archive.org/web/20120314120957/http://www.mcis.soton.ac.uk/Site_Files/pdf/nuclear_history/glossary.pdf
- Various declassified official files at The National Archives, London.